# Ryusei Morikawa
Ryusei Morikawa (森川 龍誠 Morikawa Ryusei?), född 29 augusti 1988 i Chiba prefektur, är en japansk fotbollsspelare.
Morikawa började sin karriär 2011 i FC Imabari. 2013 flyttade han till Grulla Morioka.